# رهاینتسابرن
رهاینتسابرن (به آلمانی: Rheinzabern) یک شهر در آلمان است که در گرمرسهایم واقع شده‌است. رهاینتسابرن ۴٬۸۵۰ نفر جمعیت دارد.